# Deutsch Nepal
Deutsch Nepal – industrialny projekt muzyczny ze Szwecji. Założycielem jest Lina Der Baby Doll General, którego prawdziwe imię i nazwisko to Peter Andersson. Działa on także w innych projektach takich jak Frozen Faces, Janitor czy Bocksholm.
Nazwa projektu pochodzi od tytułu utworu o tym samym tytule, który został wydany w 1972 r. przez grupę Amon Düül w albumie Wolf City.

## Dyskografia
Albumy projektu Deutsch Nepal wydawane były przez różne wytwórnie płytowe. Obecnie jest nią Cold Meat Industry. Wytwórniami, z którymi była podejmowana w przeszłości współpraca to Old Europa Cafe oraz Staalplaat.

### Albumy
- Deflagration of Hell (1991)
- Benevolence (1993)
- Mort aux vaches (1994) – split z In Slaughter Natives
- Only Silence Among the Filthy (1994)
- Tolerance (1994)
- The Silent Earth (1995)
- Comprendido!... Time Stop! ...And World Ending (1997)
- Erosion (1999)
- A Silent Siege (2002)
- Erotikon (2006)
- Dystopian Partycollection (2008)